# Мария-Бух-Файстриц
Мария-Бух-Файстриц (нем. Maria Buch-Feistritz) — коммуна (нем. Gemeinde) в Австрии, в федеральной земле Штирия. 
Входит в состав округа Юденбург.  Население составляет 2287 человек (на 31 декабря 2005 года). Занимает площадь 28,47 км². Официальный код  —  6 08 09.

## Политическая ситуация
Бургомистр коммуны — Руперт Энцингер (АНП) по результатам выборов 2005 года.
Совет представителей коммуны (нем. Gemeinderat) состоит из 15 мест.
- АНП занимает 11 мест.
- СДПА занимает 4 места.